# Almodôvar
Almodôvar je gradić u Portugalu.

## Povijest
Pravo na titulu grada je dobio Almodôvar 1285. godine.

## Stanovništvo
Prema popisu stanovništva iz 2011. godine, gradić Almodôvar imao je 3790 stanovnika

## Uprava
Almodôvar je sjedište isto imenog okruga.
Sljedeće općine (freguesias) su u okrugu Almodôvara: 
- Aldeia dos Fernandes
- Almodôvar
- Gomes Aires
- Rosário (Almodôvar)
- São Barnabé (Almodôvar)
- Santa Clara-a-Nova
- Santa Cruz (Almodôvar)
- Senhora da Graça de Padrões

## Vanjske poveznice
- Službena stranica